# Сари-Даг
Сари-Даг (азерб. Sarıdağ) — гора в восточной части Главного Кавказского хребта, высота — 3660 м. Находится на границе России (Дагестан) и Азербайджана. Сари-Даг имеет важное гидрографическое положение. Он представляет узел, где пересекается Главный Кавказский хребет (Самурский участок) с хребтами, разделяющими верховья Самура, Кази-Кумухского и Аварского Койсу (бассейн Сулака), — Самурский хребет и др. Из него и его отрогов вытекают реки Самур и Аварское Койсу и несколько ручьев, направляющихся на Юг и впадающих в Алазань (приток Куры).